# کیتا اندو
کیتا اندو (انگلیسی: Keita Endo؛ زادهٔ ۲۲ نوامبر ۱۹۹۷) بازیکن فوتبال اهل ژاپن است.
از باشگاه‌هایی که در آن بازی کرده‌است می‌توان به باشگاه فوتبال یوکوهاما مارینوس اشاره کرد.
وی همچنین در تیم‌های ملی فوتبال زیر ۲۰ سال ژاپن و ژاپن بازی کرده‌است.